# Слепыши (род)
Слепыши (лат. Spalax) — род млекопитающих семейства слепышовые отряда грызунов, ведущий подземный образ жизни. Включает 8 видов.

## Внешний вид
Туловище длиной 23—30 см, хвост короткий. Ушных раковин нет, глаза атрофированы, скрыты под кожей (отсюда название). Конечности короткие; кисти и ступни не очень расширены. Когти довольно крупные, но намного меньше, чем у цокоров. Шерсть короткая, но густая, очень мягкая, без ворса. Все чувства, кроме отсутствующего зрения, хорошо развиты. Возле рта, на щеках, лбу, брюхе и задней части тела растут специальные удлинённые осязательные волосы.

## Распространение и места обитания
Слепыши водятся в Европе, Передней Азии и Северной Африке. Они населяют степи, лесостепи и пустыни. В России встречаются в лесах, степях, в гористой местности Урала, а также в зонах вечной мерзлоты.

## Образ жизни и питание
Слепыши ведут подземный образ жизни, выкапывая сложные норы длиной до 250 м, на глубине до 3,5 м. Они не роют, а прогрызают землю мощными передними резцами, при этом боковые складки губ за резцами смыкаются и плотно закрывают рот. Отгрызенный грунт животные проталкивают под себя. Накопив кучку, слепыш поворачивается и широкой, похожей на лопату, головой выталкивает грунт через отнорок на поверхность. Когда куча на поверхности становится достаточно крупной, грызун заделывает отнорок и прокапывает новый возле тупика. По крайней мере днём жилые норы всегда закрыты. Слепыши размещают запасы корма не в специальных камерах, а в отрезках обычных ходов длиной в несколько метров. Заполнив отрезок, слепыш с обеих сторон замуровывает его почвой. Таких «кладовых» бывает до десяти в каждой норе.
Кормом им служат в основном подземные части растений: корни, корневища, луковицы и клубни. Также они могут есть надземные части растения, которые затаскивают в нору за корень.

## Размножение
Размножаются слепыши, скорее всего, раз в год — в конце зимы или в самом начале весны. В приплоде 1—3 (чаще всего 2) голых детёныша, весом по 5 грамм, очень быстро растущих. Подросший молодняк покидает мать и выкапывает собственные норы.

## Поведение
Одиночные животные. Взрослые слепыши всегда живут в отдельных норах. Очень осторожны и почти никогда не попадаются в поставленные человеком ловушки.

## Взаимоотношения с человеком
Может вредить сельскохозяйственным культурам, особенно на огородах и приусадебных участках. Выбросы земли могут затруднять проведение полевых работ (особенно механизированное скашивание многолетних трав на сено), а также портят полевые дороги. В связи с подземным образом жизни, борьба со зверьками затруднена (главным образом используются механические ловушки и отпугивающие устройства) и зачастую малоэффективна.

## Виды
- Spalax antiquus
- Песчаный слепыш (Spalax arenarius)
- Гигантский слепыш (Spalax giganteus)
- Буковинский слепыш (Spalax graecus)
- Spalax istricus
- Обыкновенный слепыш (Spalax microphthalmus)
- Spalax uralensis
- Подольский слепыш (Spalax zemni)